# Аквамен (филм)
„Аквамен“ (на английски: Aquaman) е американски фентъзи филм от 2018 г. по едноименния персонаж на Ди Си Комикс. Режисьор е Джеймс Уан, а сценарият е на Уил Бийл, Джеф Джоунс и Джеймс Уан. Това е 6-ият филм в Разширената вселена на Ди Си. Премиерата в САЩ е на 21 декември 2018 г. Филмът си има продължение – Аквамен и изгубеното кралство от 2023 година.

## Резюме
След събитията в „Лигата на справедливостта“, несклонният наследник на трона на Атлантис – Артър Къри, е заловен в битка между хората от сушата и неговият народ от дълбините на океана. Аквамен трябва да се изправи срещу брат си и крал на Атлантис – Орм, който подготвя нашествие на сушата.

## Актьорски състав
| Актьор                 | Роля                                  |
| ---------------------- | ------------------------------------- |
| Джейсън Момоа          | Крал Артър Къри / Аквамен             |
| Амбър Хърд             | Принцеса Мера                         |
| Уилям Дефо             | Нуидис Вулко                          |
| Патрик Уилсън          | Крал Орм Мариус / Господаря на океана |
| Долф Лундгрен          | Крал Нереус                           |
| Яхя Абдул Матийн втори | Дейвид Кейн / Черната манта           |
| Никол Кидман           | Кралица Атлана                        |
| Темуера Морисън        | Томас Къри                            |
| Луди Лин               | Капитан Мърк                          |
| Рандал Парк            | Д-р Стивън Шин                        |
| Греъм Мактавиш         | Крал Атлан                            |
| Майкъл Бийч            | Джеси Кейн                            |
| Джимон Унсу            | Крал Рику                             |
| Наталия Сафран         | Кралица Рина                          |
| София Форест           | Принцеса Везни                        |
| Джули Андрюс           | Каратен (глас)                        |
| Джон Рис-Дейвис        | Краля на черупките (глас)             |
|                        | Дънното (дигитален образ)             |
|                        | Топо (дигитален образ)                |